# 묘비명

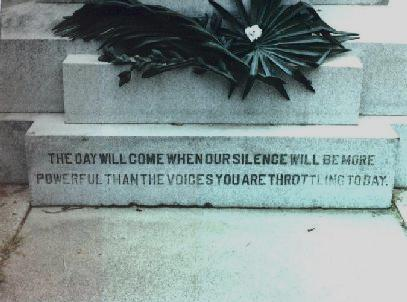
시카고 헤이마켓 폭동 기념비에 적힌 묘비명.

묘비명(墓碑銘) 또는 에피타프(epitaph)는 죽은 사람을 기리는 짧은 문구이다. 에피타프라는 낱말은 추도 연설을 뜻하는 그리스어 낱말 ἐπιτάφιος(에피타피오스)에서 온 것으로, 위를 뜻하는 ἐπί(에피)와 묘를 뜻하는 τάφος(타포스)의 결합이다. 묘비에 새겨진 문구를 가리킨다. 일부 묘비명들은 사망 전에 자기 자신이 직접 쓰기도 하며, 그 외에는 매장을 책임지는 사람들에 의해 선택된다. 묘비명은 산문이나 운문 형태로 작성될 수 있다. 시인은 윌리엄 셰익스피어가 했던 것처럼 자신이 죽기 전에 자신의 묘비명을 쓰기도 한다.
대부분의 묘비명은 가문, 경력, 죽은이의 간략한 기록일 수 있는데, 여기에는 종종 "경애하는 아버지"와 같은 사랑이나 존경의 표현이 들어간다. 르네상스부터 19세기까지 서양 문화에서 저명인사의 묘비명은 가문의 기원, 경력, 선행에 대해 점차 장문의 글을 쓰는 경향이 늘어났다. 특히 Laudatio Turiae는 가장 긴 것으로 알려진 고대 로마의 묘비명으로 잘 알려져 있는데, 무려 거의 180줄을 넘어선다.

## 같이 보기
- 금석학
- 묘갈
- 신도비